# Egzekucja więźniów KL Buchenwald w Poppenhausen
Egzekucja więźniów Buchenwaldu która odbyła się 11 maja 1942 koło szosy łączącej miejscowości Poppenhausen i Einöd w powiecie Hildburghausen była przeprowadzoną przez Gestapo akcją zastraszenia pracujących w okolicy robotników przymusowych.
Koło szosy, w odległości około dwóch kilometrów na północ od Poppenhausen i trzech kilometrów na wschód od Hellingen znajduje się wzniesiony w latach 1966-1967 tuż obok dawnej granicy między RFN i NRD, pomnik upamiętniający dokonaną na polecenie Heinricha Himmlera egzekucję dziewiętnastu więźniów z KL Buchenwald i jednego polskiego robotnika przymusowego Jana Sówki.
Wydarzeniem, które stało się zaczątkiem tragedii, było zabicie w tym lesie w dniu 26 kwietnia 1942 przez dwóch polskich robotników przymusowych – Jana Sówkę i Mikołaja Stadnika – wachmistrza żandarmerii Albina Gottwalta, który uprzednio ich dotkliwie pobił. Mikołajowi Stadnikowi udało się uciec, Jan Sówka został schwytany na dworcu kolejowym w Bambergu.
Egzekucja odbyła się na trzech w tym celu zbudowanych szubienicach. Przy egzekucji byli obecni pracujący w okolicy polscy robotnicy przymusowi, a także miejscowi radni gminni i powiatowi oraz działacze państwowi i partyjni.
W roku 2012 emerytowany pracownik budownictwa z Hildburghausen, Bernd Ahnicke, zainteresował się tym wydarzeniem i przeprowadził szczegółowe badania w archiwach zarówno miejscowych, jak i w obozie w Buchenwaldzie. Udało mu się ustalić nazwiska i dane osobowe wszystkich ofiar egzekucji i z jego inicjatywy na istniejącym pomniku umieszczono dodatkową kamienną tablicę z ich nazwiskami. Uroczyste odsłonięcie tej tablicy odbyło się 11 maja 2014, w 72 rocznicę egzekucji, w obecności rodzin pomordowanych, których adresy udało się ustalić dzięki poszukiwaniom, prowadzonym przez nauczycielkę języka niemieckiego z Zespołu Szkół Technicznych w Kolnie, Urszulę Banach. Jednym z obecnych na uroczystości był świadek zbrodni 94-letni Kazimierz Grzybowski.
21 marca 2015 Telewizja Trwam nadała program poświęcony pamięci ofiar egzekucji w Poppenhausen, w którym Urszula Banach opowiedziała historię ustalenia nazwisk ofiar i ich miejsc pochodzenia oraz nawiązania kontaktu z ich rodzinami i zaproszenia ich do udziału w uroczystości odsłonięcia tablicy.

## Ofiary zbrodni
| Lp. | Imię i nazwisko       | Data urodzenia       | Ojciec               | Matka                       | Miejsce urodzenia                                                           |
| 1   | Piotr Laskowski       | 29 czerwca 1917      | Stanisław Tomiak     | Wiktoria Szewczyk           | Chodybki, powiat kaliski                                                    |
| 2   | Józef Pikur           | 4 lutego 1919        | nieznany             | Anna Sawka ur. Pikur        | Sokal koło Konotopy, województwo lwowskie                                   |
| 3   | Edward Broszko        | 16 kwietnia 1921     | Mikołaj Broszko      | Rozalia ur. Wojtowicz       | Susiec, gmina Majdan Sopocki, powiat tomaszowski                            |
| 4   | Stefan Tokarski       | 20 stycznia 1915     | Stanisław Tokarski   | Helena ur. Abramow          | Rykały, powiat grójecki                                                     |
| 5   | Kazimierz Skurczyński | 13 marca 1920        | Wincenty Skurczyński | Helena ur. Ćwiklińska       | Sosnowiec                                                                   |
| 6   | Stanisław Kaprzyk     | 10 lutego 1920       | Stanisław Kaprzyk    | Natalia ur. Derda           | Dąbrowa, powiat katowicki                                                   |
| 7   | Tadeusz Guzek         | 24 marca 1911        | Władysław Guzek      | Aniela ur. Brzezińska       | Ignackowo, powiat lipnowski (zamieszkały później w Warszawie, ul. Filtrowa) |
| 8   | Nikodem Zawadzki      | 17 listopada 1922    | Jan Zawadzki         | Marianna ur. Ceglarek       | Julijanów                                                                   |
| 9   | Władysław Pasiak      | 21 maja 1912         | Michał Pasiak        | Elżbieta ur. Dąbrowka       | Pabianice                                                                   |
| 10  | Michał Makowski       | 28 lipca 1920        | Franciszek Makowski  | Natalia ur. Antoniuk        | Konotopy, powiat hrubieszowski                                              |
| 11  | Jan Smolarek          | 19 października 1915 | Jan Smolarek         | Agnieszka ur. Klimczak      | Malenia, Gmina Buczek, powiat łaski                                         |
| 12  | Bronisław Pokorski    | 17 października 1909 | Andrzej Pokorski     | Maria ur. Orlenik           | Cząstków, powiat łaski                                                      |
| 13  | Stanisław Kaźmierczak | 18 października 1916 | Szczepan Kaźmierczak | Maria ur. Dąbrowska         | Kobyla Łąka (zamieszkały później w Łodzi, ul. Ogrodowa)                     |
| 14  | Leon Jaroch           | 18 lipca 1916        | Jan Jaroch           | Franciszka ur. Smolińska    | Świekatowo, powiat świecki                                                  |
| 15  | Władysław Sokal       | 6 stycznia 1905      | Paweł Sokal          | Marianna ur. Parukl         | Sinołęka, powiat miński                                                     |
| 16  | Jan Przybyła          | 20 czerwca 1913      | Marcin Przybyła      | Magdalena ur. Zuborowa      | Mýto pod Ďumbierom, Powiat Brezno nad Hronom, Słowacja                      |
| 17  | Jan Jaros             | 7 stycznia 1920      | Józef Jaros          | Stanisława ur. Kuszarzik?   | Oraczew, powiat łódzki                                                      |
| 18  | Adam Szczerkowski     | 29 listopada 1904    | Piotr Szczerkowski   | Józefa ur. Olewińska        | Działoszyn, powiat wieluński                                                |
| 19  | Henryk Wajdenfeld     | 25 grudnia 1915      | Piotr Wajdenfeld     | Felicjanna ur. Proniatowska | Łódź                                                                        |
| 20  | Jan Sówka             | 19 października 1922 | Adam Sówka           | Antonina ur. Kocemba        | Thayngen, Szwajcaria                                                        |

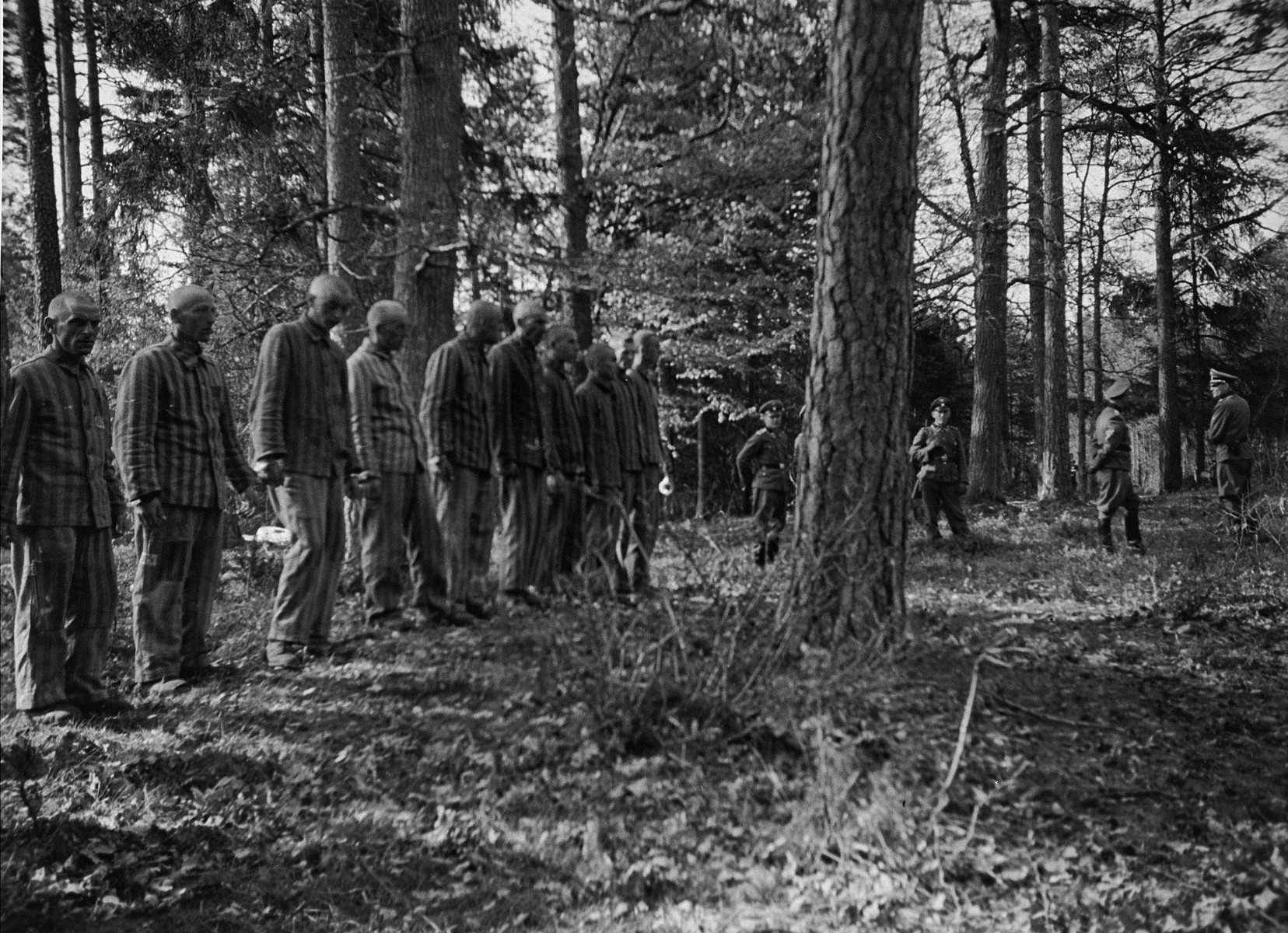
Więźniowie przed egzekucją
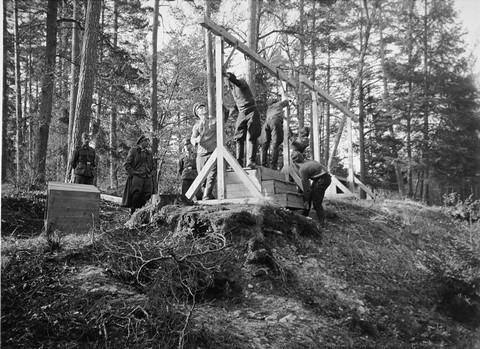
Budowa szubienic
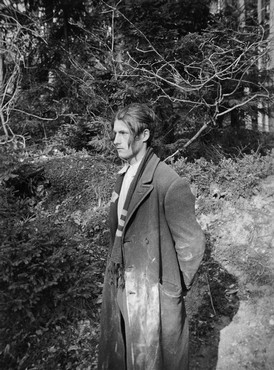
Jan Sowka
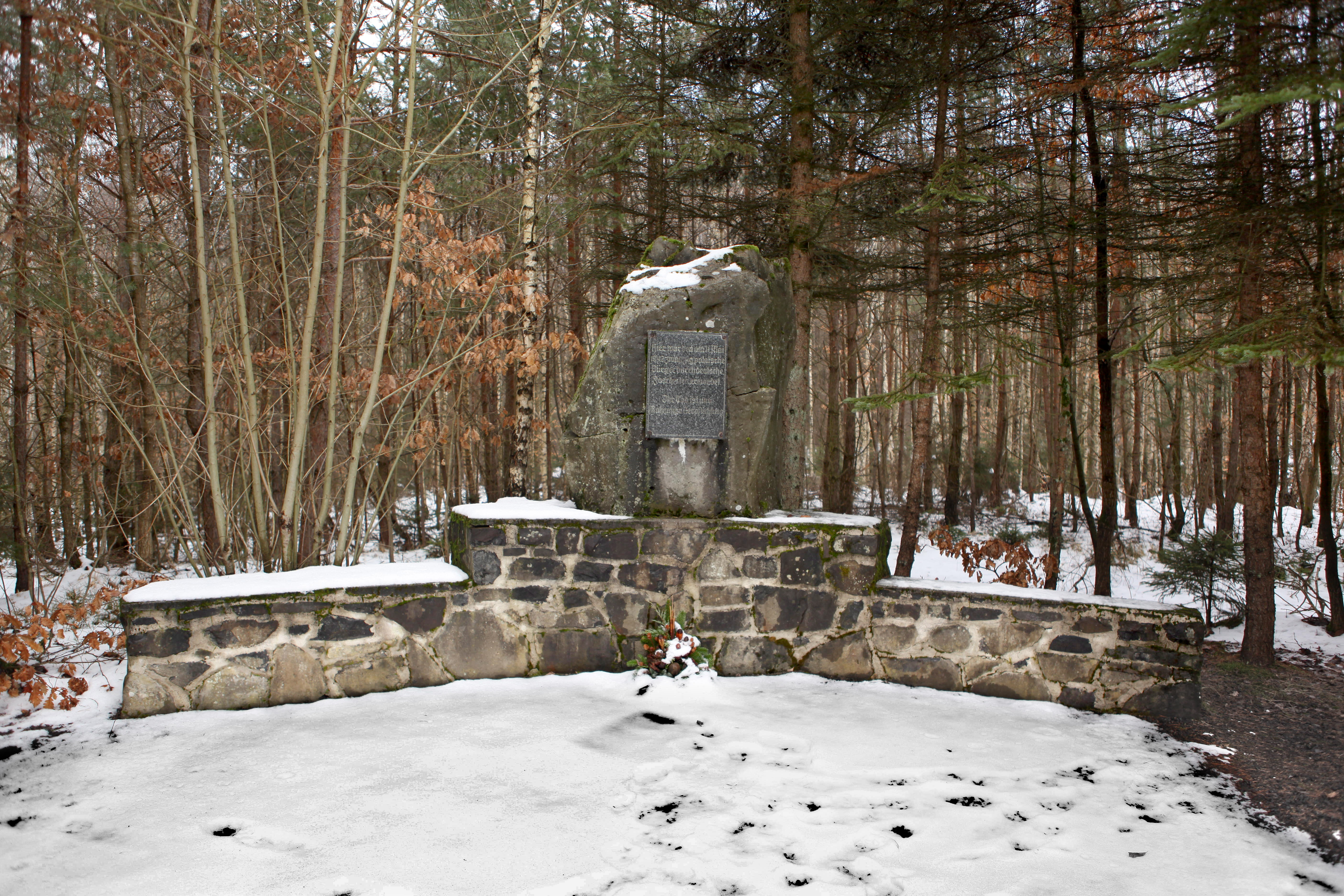
Pomnik stan z roku 2013
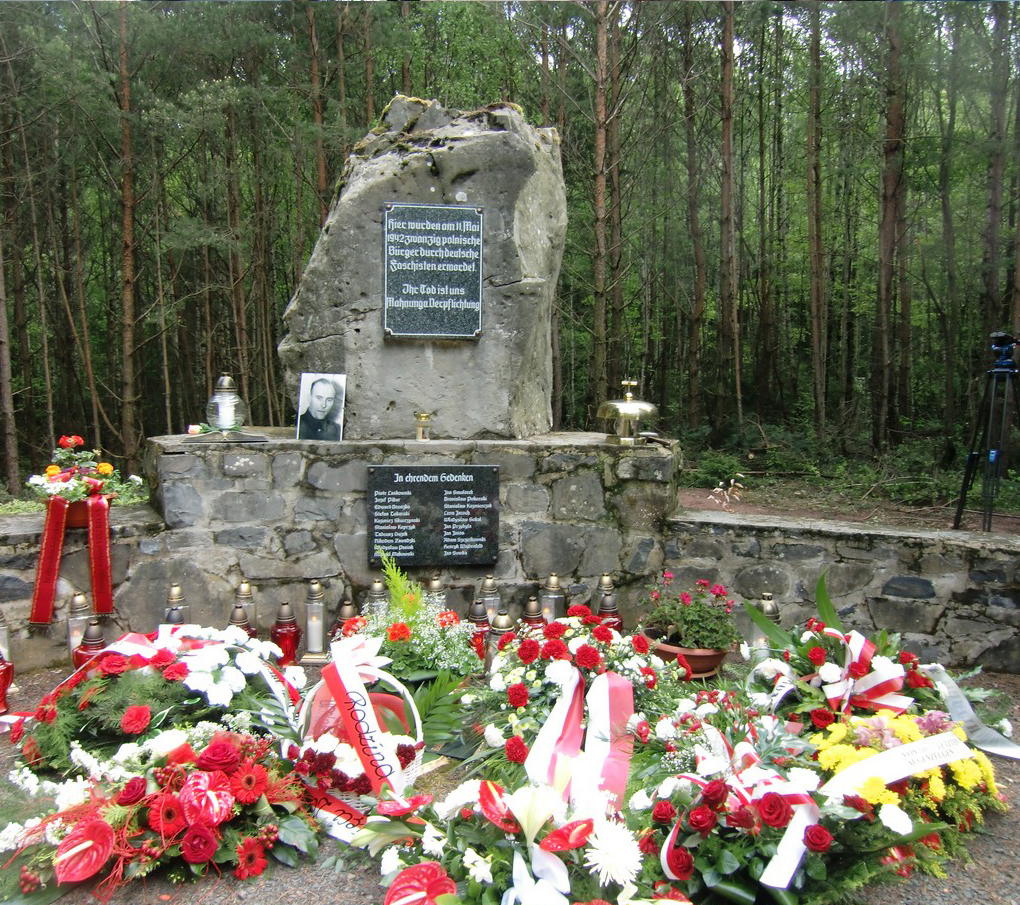
Odsłonięcie tablicy pamiątkowej
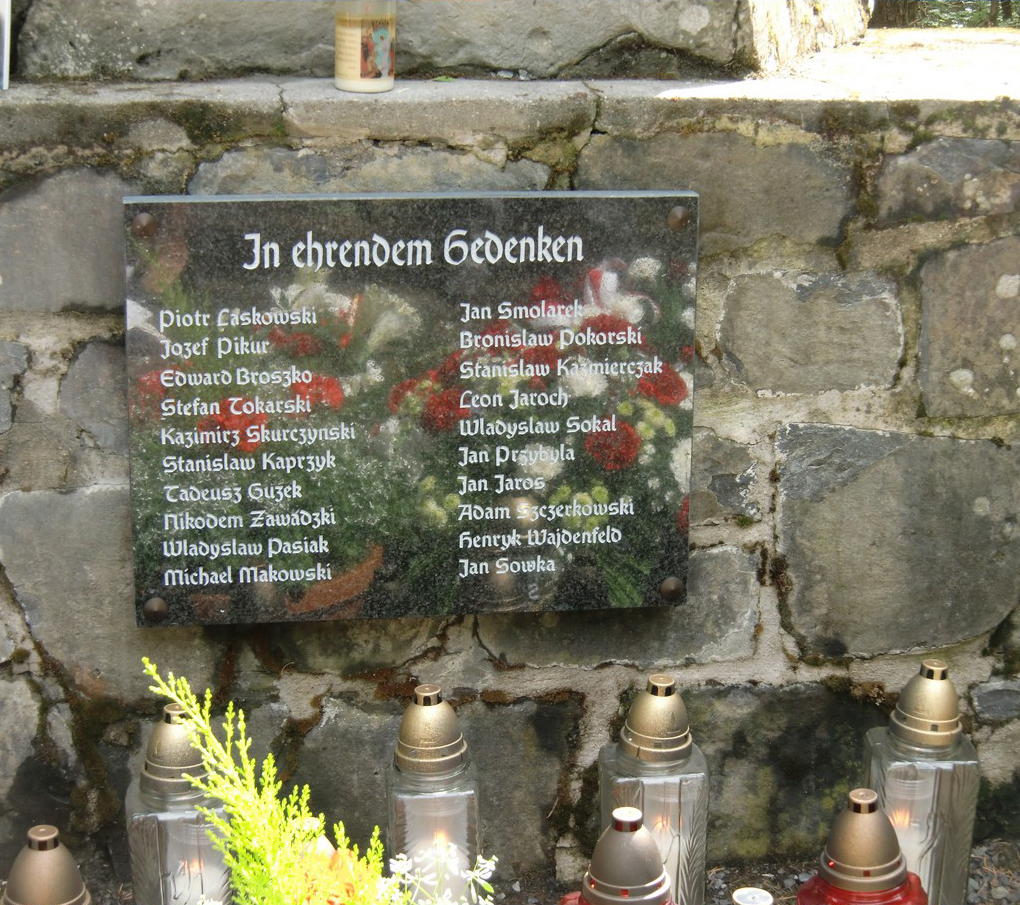
Odsłonięcie tablicy pamiątkowej
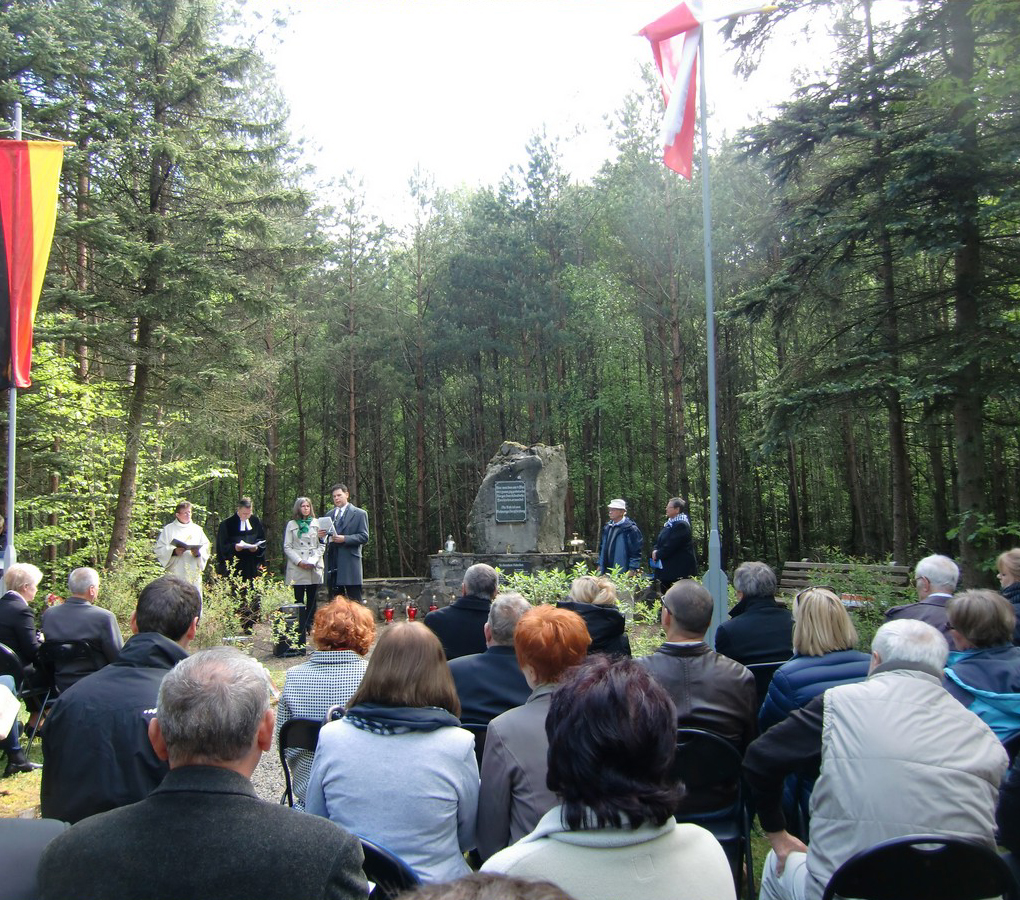
Odsłonięcie tablicy pamiątkowej
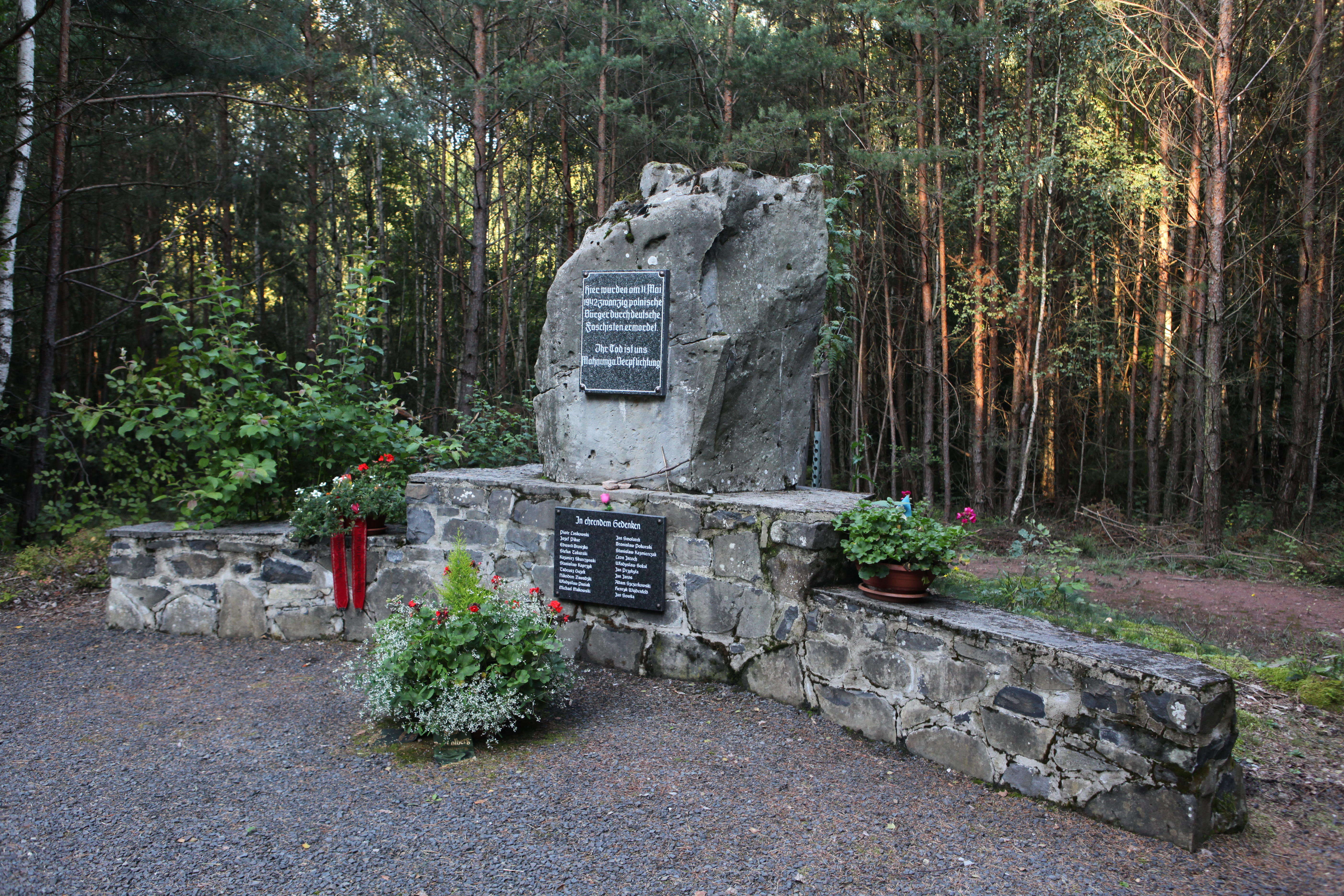
Pomnik stan z roku 2014